# Gizur
Gizur, auch Gizurr oder Gissur, ist ein altnordischer und isländischer männlicher Personenname.

## Herkunft und Bedeutung
Die Etymologie des Namens ist nicht sicher geklärt: man hat ihn aus einem Verb *gitsa (< *getison) „raten, erraten“ mit Suffix -urr hergeleitet und im Sinne von „Rätselmeister“ gedeutet, in dem Namen aber auch eine skandinavisch angepasste Form des gotischen Namens Gaisareiks (Geiserich) vermutet.

## Namensträger

### Variante Gizur
- Odin, in zwei Handschriften mit Fragmenten der Snorra-Edda (AM 748 und 757) mit dem Beinamen Gizurr aufgeführt,[5] außerdem in der Íslendinga-Saga des Sturla Þórðarson (1214–1284) und in den Málsháttakvæði des Bjarni Kolbeinsson († 1223).
- Gizur, König der Gauten, erwähnt als zweiter von sechs Herrschern in einem in die Hervarar-Saga der Snorra-Edda aufgenommenen Verskatalog (Ár kváðu ... / Gizur Gautum [ráða]: „Einst, sagt man, ... / [regierte] Gizur die Gauten“).[6]
- Gizur Grýtingaliði, im Hunnenschlachtlied (Hlöðskviða) der Hervarar-Saga der Pflege- oder Ziehvater (fóstri) des Gotenkönigs Heidrek, bewirkt dort das Zerwürfnis zwischen dessen Söhnen Angantýr und Hlǫðr und unterstützt Angantýr im Kampf gegen die von dessen Halbbruder angeführten Hunnen. In der Forschung wurde er zuweilen mit dem Gautenkönig Gizur identifiziert und manchmal auch als „verkappter Odin“ gedeutet.[5]
- Gizur Teitsson, Hvide („der Weiße“) genannt, heidnischer Häuptling von Skálholt, maßgeblich an der Annahme des Christentums in Island beteiligt und Vater von Ísleifur Gizurarson (1006–1080), dem ersten christlichen Bischof von Island.
- Gizur Gullbrárskáld, auch Gizur svarti („der Schwarze“) genannt, einer der Skalden im Gefolge Olafs des Heiligen, gefallen in der Schlacht von Stiklestad (1030), bekannt nur durch ein Lied in der Snorra-Edda, dessen Dichter ihn als Freund und Lehrer rühmt, welcher ihn „oft an den heiligen Becher Odins geführt“, das heißt zum Dichten angeleitet habe.[7]
- Gizur Hallson († 27. Juli 1206), isländischer Gelehrter und 1181–1200 Gesetzessprecher (Løgmaður) König Sverre Sigurdssons, unternahm Reisen nach Rom und Südeuropa und soll darüber einen nicht erhaltenen Bericht mit dem Titel Flos Peregrinationis verfasst haben.[8]

### Variante Gissur
- Gissur Einarsson (* um 1512; † 24. März 1548 in Skálholt), ab 1540 Bischof von Skálholt im Süden von Island und gleichzeitig der erste lutherische Bischof im Lande
- Gissur Ísleifsson (* 1042; † 1118), wie sein Vater Ísleifur Gissurarson im westfälischen Kloster Herford erzogen und 1082–1118 als dessen Nachfolger zweiter Bischof von Island, schenkte der Kirche seinen väterlichen Erbhof Skálholt, die damit ihren ersten Grundbesitz auf Island erhielt
- Gissur Þorvaldsson, früherer Schwiegersohn Snorri Sturlusons, der diesen und einige dessen Söhne im Auftrag des Königs Håkon am 23. September 1241 tötete; später wurde er von König Håkon zum neuen Jarl auf Island ernannt